# Pfarrer Braun: Braun unter Verdacht
Braun unter Verdacht ist ein deutscher Fernsehfilm von Axel de Roche aus dem Jahr 2007. Es handelt sich um die zwölfte Episode der ARD-Kriminalfilmreihe Pfarrer Braun mit Ottfried Fischer in der Titelrolle.

## Handlung
Braun soll in einem Nonnenkloster das Treuegelöbnis der Novizinnen (Ewige Profess) begleiten, doch scheint im Kloster einiges nicht zu stimmen. Nachts wird der Privatdetektiv Hermann Rammstet ermordet. Braun entdeckt als erster die Leiche und wird für den Mörder gehalten. Nur auf Kautionszahlung der Kirche wird er freigelassen. Um das Geld auf jeden Fall zurückzubekommen, erlaubt Hemmelrath dem Pfarrer das „Kriminalisieren“. Der ermordete Detektiv hatte Akten über einige Nonnen angelegt. So schleicht sich die Roßhauptnerin zu weiteren Nachforschungen in das Kloster ein und nach der Entdeckung eines Geheimganges kommt Braun einem lang zurückliegenden ungeklärten Mordfall auf die Spur.

## Hintergrund
Für Braun unter Verdacht wurde an Schauplätzen in Oberbayern und in Franken, unter anderem in Bamberg, gedreht. Die Erstausstrahlung fand Donnerstag, den 12. April 2007 auf Das Erste und im ORF 2 statt.
Drehorte in Bamberg waren u. a. das alte Rathaus, die untere Brücke und das Gericht. St. Sebastian in Mürsbach#Sakralbauten diente als seine Pfarrkirche. Als Kloster diente Kloster Michelsberg
Die Premierenausstrahlung im Ersten verfolgten insgesamt 5,08 Millionen Zuschauer.

## Kritik
Die Kritiker der Fernsehzeitschrift TV Spielfilm gaben dem Film eine mittlere Wertung. Sie konstatierten: „Keine Offenbarung, aber erträglich albern.“ Die Kritik im Lexikon des internationalen Films sah einen „[b]ehäbige[n] (Fernseh-)Kriminalfilm mit humoristischen Akzenten“.